# Friedrich Zeller (Politiker)

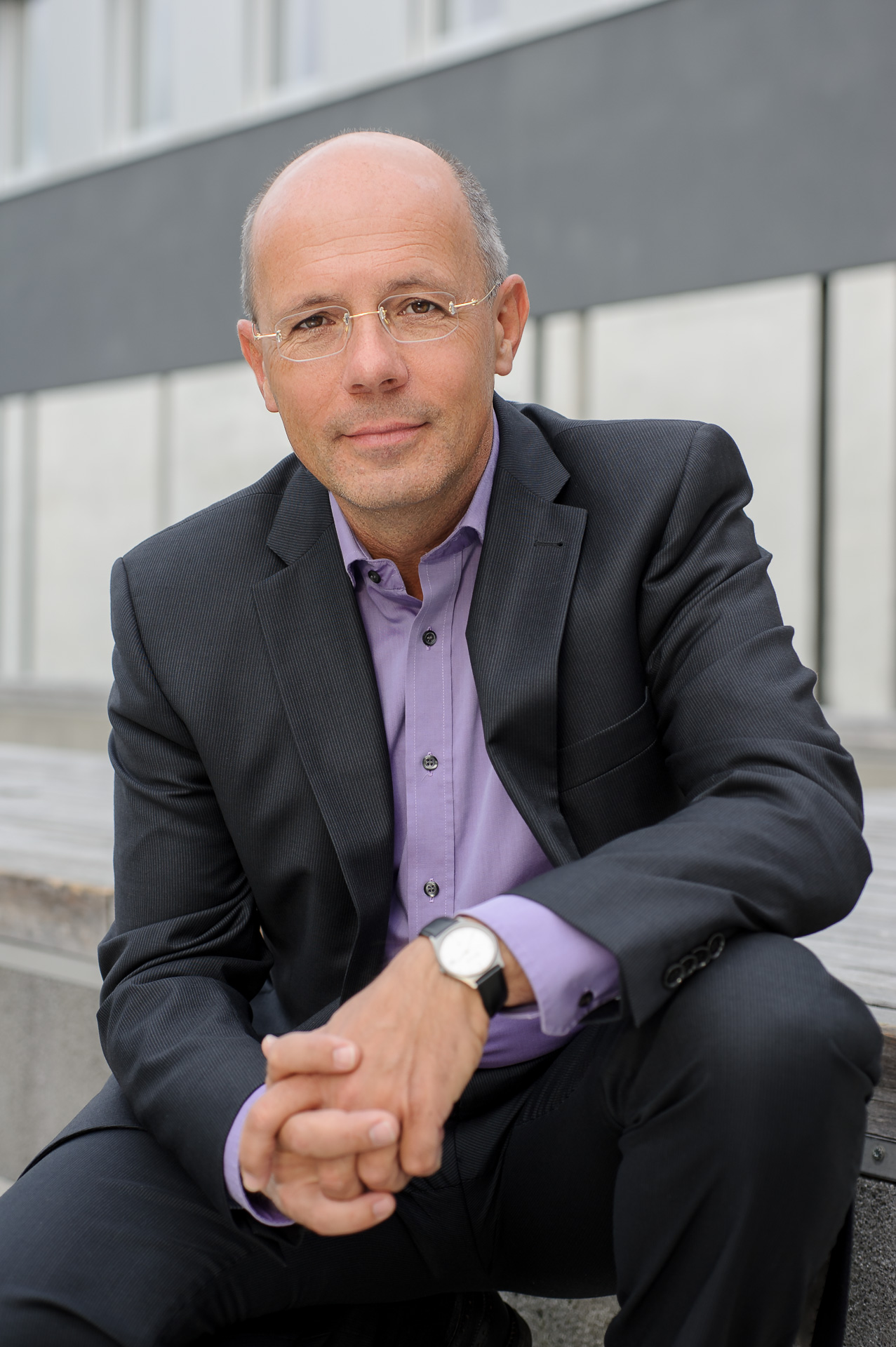
Friedrich Zeller (2018)

Friedrich Zeller (* 1. April 1966 in Memmingen; † 30. September 2022) war ein deutscher Kommunalpolitiker (SPD).

## Leben
Friedrich Zeller wuchs in seiner Geburtsstadt Memmingen auf, absolvierte dort das Abitur am Bernhard-Strigel-Gymnasium und leistete anschließend seinen Wehrdienst am dortigen Fliegerhorst. Es folgte das Studium der Politikwissenschaften an der Hochschule für Politik in München, das er mit dem Diplom abschloss. Daraufhin studierte er in Speyer Verwaltungswissenschaften und schloss mit dem Magister ab. An der Ludwig-Maximilians-Universität München promovierte er zum Dr. rer. pol. und ging 1989 nach Leipzig, wo er für die Friedrich-Ebert-Stiftung und später für das Bürgermeisteramt arbeitete. 1994 wurde er in den Leipziger Stadtrat gewählt, war im Aufsichtsrat der Leipziger Verkehrsbetriebe und als Verbandsrat des Regionalen Planungsverbandes Westsachsen tätig.
1996 setzte sich der damals 29-Jährige im ersten Wahlgang gegen den damaligen Vize-Bürgermeister Helmut Schmidbauer (CSU) durch und wurde in Schongau zum Bürgermeister gewählt. Im Jahr 2002 wurde er mit deutlichem Vorsprung wiedergewählt. Nach einem deutlichen Einbruch der Gewerbesteuer hatte Zeller als Bürgermeister schwere Krisen zu meistern und mit Sparmaßnahmen zu reagieren. Die Stadt musste sich aus finanziellen Gründen unter anderem von Bücherei und Museum trennen. Das Bürgermeisteramt hatte Zeller bis April 2008 inne.
Am 30. März 2008 setzte er sich bei der Kommunalwahl im Landkreis Weilheim-Schongau in der Stichwahl mit 53,7 % als SPD-Kandidat gegen den vorherigen Amtsinhaber Luitpold Braun (CSU) durch und wurde zum Landrat gewählt. In seiner Zeit als Landrat wurden die Krankenhäuser des Landkreises Weilheim-Schongau zur Krankenhaus GmbH zusammengefasst. Er leitete die Schließung des Krankenhauses in Peißenberg ein, das Anfang 2016 endgültig geschlossen wurde. Zudem wurde 2012 das Krankenhaus Penzberg an die Klinik Starnberg verkauft. Vorausgegangen waren kontroverse Diskussionen. Die hier gemachten Erfahrungen veranlassten Zeller später dazu, die Penzberger Ärzte zu beleidigen, wofür er sich später öffentlich entschuldigte.
Bei den Kommunalwahlen 2014 verlor er das Amt des Landrats. In einer Stichwahl am 30. März 2014 gegen seine Herausforderin Andrea Jochner-Weiß (CSU) erreichte Zeller 32,0 Prozent der Stimmen. Er war daraufhin einfaches Mitglied des Kreistags und Stadtrat in Schongau.
Ab 2014 war Friedrich Zeller hauptberuflich als Kommunalberater, Dozent, sowie Aufsichts- und Beiratsvertreter tätig. Er war Mitglied im Landesvorstand des ADFC Bayern.
2017 kandidierte er für das Amt des Oberbürgermeisters in Memmingen und unterlag dabei mit 48,46 % der Stimmen nur knapp seinem Mitbewerber Manfred Schilder.
Im Frühjahr 2022 wurde bei Friedrich Zeller eine Krebserkrankung diagnostiziert. Im Juni 2022 legte er seine politischen Mandate im Stadtrat von Weilheim und Kreistag des Landkreises Weilheim-Schongau nieder. Am 30. September 2022 erlag er im Alter von 56 Jahren seinem Krebsleiden. Er war verheiratet und hatte drei Kinder.

## Veröffentlichungen
- Ökologische Politikberatung in Großstädten – dargelegt am Beispiel der Stadt Leipzig. Tilsner, München 1996. ISBN 3-910079-22-9, zugleich: Dissertation, München 1994/95.